# Ligne de tramway 65/66
 (janvier 2022).
 (mars 2021).
La mise en forme du texte ne suit pas les recommandations de Wikipédia : il faut le « wikifier ».
Les points d'amélioration suivants sont les cas les plus fréquents. Le détail des points à revoir est peut-être précisé sur la page de discussion.
- Les titres sont pré-formatés par le logiciel. Ils ne sont ni en capitales, ni en gras.
- Le texte ne doit pas être écrit en capitales (les noms de famille non plus), ni en gras, ni en italique, ni en « petit »…
- Le gras n'est utilisé que pour surligner le titre de l'article dans l'introduction, une seule fois.
- L'italique est rarement utilisé : mots en langue étrangère, titres d'œuvres, noms de bateaux, etc.
- Les citations ne sont pas en italique mais en corps de texte normal. Elles sont entourées par des guillemets français : « et ».
- Les listes à puces sont à éviter, des paragraphes rédigés étant largement préférés. Les tableaux sont à réserver à la présentation de données structurées (résultats, etc.).
- Les appels de note de bas de page (petits chiffres en exposant, introduits par l'outil «  Source ») sont à placer entre la fin de phrase et le point final[comme ça].
- Les liens internes (vers d'autres articles de Wikipédia) sont à choisir avec parcimonie. Créez des liens vers des articles approfondissant le sujet. Les termes génériques sans rapport avec le sujet sont à éviter, ainsi que les répétitions de liens vers un même terme.
- Les liens externes sont à placer uniquement dans une section « Liens externes », à la fin de l'article. Ces liens sont à choisir avec parcimonie suivant les règles définies. Si un lien sert de source à l'article, son insertion dans le texte est à faire par les notes de bas de page.
- La présentation des références doit suivre les conventions bibliographiques. Il est recommandé d'utiliser les modèles {{Ouvrage}}, {{Chapitre}}, {{Article}}, {{Lien web}} et/ou {{Bibliographie}}. Le mode d'édition visuel peut mettre en forme automatiquement les références.
- Insérer une infobox (cadre d'informations à droite) n'est pas obligatoire pour parachever la mise en page.

Pour une aide détaillée, merci de consulter Aide:Wikification.
Si vous pensez que ces points ont été résolus, vous pouvez retirer ce bandeau et améliorer la mise en forme d'un autre article.
La ligne 65 également appelée seconde boucle de Jumet est une ancienne ligne du tramway vicinal de Charleroi de la Société nationale des chemins de fer vicinaux (SNCV) exploitée entre 1906 et 1982.

## Histoire
Indices : J → 65/66 (67), tableaux : 1931 440 ; 1958 903
15 mai 1906 : mise en service en traction électrique entre Charleroi Rue de Heigne et Jumet Heigne (nouvelles sections, capital 139); exploitation par la société des Tramways électriques du pays de Charleroi et extensions (TEPCE).
11 avril 1913 : création d'une ligne en boucle par la mise en service d'une nouvelle section entre Jumet Heigne et Jumet Chaussée de Gilly (capital 139) et retour par la chaussée de Bruxelles vers Charleroi en commun avec la ligne Charleroi - Jumet, terminus fixé à Charleroi Prison dans le sens antihoraire et Charleroi Eden dans le sens horaire.
Vers 1920 : attribution de l'indice J.
1923 : reprise de l'exploitation par la SNCV.
1er juillet 1928 : attribution des indices 65 (sens horaire) et 66 (sens antihoraire), renfort 67 Charleroi Eden - Jumet Gohyssart.
1930 : terminus reporté à la prison dans les deux sens, 67 maintenu à l'Eden.
19 juillet 1935 : suppression du partiel 67.
1938 : terminus déplacé de Charleroi Prison à Charleroi Sud.
28 octobre 1939 : déviation par deux nouvelles sections entre Jumet Gohyssart et Mallavée par Jumet Coupe et entre Jumet Mallavée et la chaussée de Bruxelles par Jumet Chef-Lieu (capital 139).
1940 : ligne scindée en deux lignes, 65 qui garde l'itinéraire de la ligne 65/66 et 66 qui reprend celui de la ligne 85/86 ; terminus déplacé de Charleroi Sud à Charleroi Prison.
1945 : reprise de l'itinéraire d'avant-guerre ; terminus reporté de Charleroi Prison à Charleroi Sud.
8 août 1968 : terminus reporté de Charleroi Sud  à Charleroi Prison.
22 juin 1976 : déviation par la section Sud - Villette du métro léger, terminus reporté de la Prison à Charleroi Sud.
30 juin 1980 : déviation par la section Villette - Piges du métro léger.
31 décembre 1982 : suppression.

## Exploitation

### Horaires
Tableaux :
- 440 (1931), numéro partagé avec les lignes 60 Charleroi - Gosselies et 61 Charleroi - Courcelles ;
- 903 (1958), numéro partagé avec la ligne 85/86 (première boucle de Jumet).

## Matériel roulant
- type BLC ;
- PCC ;
- type S, SM et SJ ;
- Standard et Standard unidirectionnel.